# رابین بروس لاکهارت
رابین بروس لاکهارت (انگلیسی: Robin Bruce Lockhart؛ ‏ ۱۳ آوریل ۱۹۲۰ – ۲۰ فوریهٔ ۲۰۰۸) مؤلف و نویسنده اهل بریتانیا بود.
از فیلم‌ها یا مجموعه‌های تلویزیونی که وی در آن‌ها نقش داشته‌است، می‌توان به رایلی، تک‌خال جاسوس‌ها اشاره نمود.